# کریستینا ویلر
کریستینا ویلر (انگلیسی: Christina Wheeler؛ زاده ۱۵ آوریل ۱۹۸۲) یک تنیس‌باز اهل استرالیا است.